# Pimelodus ortmanni
Pimelodus ortmanni är en fiskart som beskrevs av Haseman, 1911. Pimelodus ortmanni ingår i släktet Pimelodus och familjen Pimelodidae. Inga underarter finns listade i Catalogue of Life.